# Sorana Cîrstea
Sorana Mihaela Cîrstea (wym. [soˈrana ˈkɨrste̯a]; ur. 7 kwietnia 1990 w Bukareszcie) – rumuńska tenisistka, reprezentantka kraju w Pucharze Federacji.

## Kariera tenisowa
Status profesjonalny uzyskała w 2006 roku. Przez pierwsze dwa lata kariery grała tylko w turniejach ITF. Zwyciężała w nich trzy razy. W WTA Tour zadebiutowała w sierpniu 2006 roku na kortach w Sztokholmie. Przebijając się przez eliminacje doszła do pierwszej rundy (w trzeciej rundzie kwalifikacji pokonała Agnieszkę Radwańską). W kolejnym starcie w turnieju WTA w Zurychu przegrała w pierwszej rundzie eliminacji. Sezon 2006 zakończyła na 348. miejscu.
W 2007 rozpoczęła od startów w turniejach niższej rangi. Dzięki dzikiej karcie wystąpiła w eliminacjach do turnieju w Budapeszcie. Doszła tam do finału pokonując m.in. Martinę Müller i Eleni Daniilidu. W decydującym meczu przegrała z Giselą Dulko. Po tym turnieju awansowała na 169. miejsce – wówczas najwyższe w karierze. W maju 2008 w marokańskim Fez zdobyła pierwszy w karierze tytuł WTA, wygrywając debla w parze z Anastasiją Pawluczenkową.
Na przełomie września i października 2008 grając w turnieju IV kategorii WTA Tour w stolicy Uzbekistanu Taszkencie i będąc rozstawioną z nr 3 wygrała swój pierwszy turniej w grze pojedynczej. Osiemnastoletnia wówczas Rumunka pokonała w finale Niemkę Sabine Lisicki 2:6, 6:4, 7:6(4). Sezon 2008 zakończyła na 37. miejscu w rankingu.
W 2009 doszła do ćwierćfinału French Open, pokonując między innymi Caroline Wozniacki (z którą występowała wtedy w deblu) i Jelenę Janković. W meczu o półfinał przegrała z Samanthą Stosur 6:1, 6:3. Kolejny sukces odniosła w turnieju kategorii Premier w Los Angeles, gdzie doszła do półfinału, w którym ponownie została pokonana przez Stosur, po drodze eliminując Caroline Wozniacki i Agnieszkę Radwańską. Po kolejnym turnieju w Cincinnati awansowała na wówczas najwyższe w karierze 23. miejsce w rankingu singlowym WTA.
Sezon 2012 zakończyła na 27. miejscu w rankingu, osiągając między innymi półfinał turnieju w Stanford.
W sierpniu 2013 odniosła największy sukces w karierze, dochodząc do finału turnieju w Toronto. Po drodze pokonała dwie byłe liderki rankingu WTA – Caroline Wozniacki i Jelenę Janković – oraz dwie triumfatorki turniejów wielkoszlemowych – Petrę Kvitovą i Li Na. W meczu o mistrzostwo uległa wynikiem 2:6, 0:6 Serenie Williams. Ten wynik pozwolił jej awansować na najwyższe w karierze 21. miejsce w rankingu.
Pod koniec 2014 roku Cîrstea w parze z Andreją Klepač osiągnęły finał zawodów w Tiencinie, w którym uległy wynikiem 7:6(7), 2:6, 8–10 Ałłie Kudriawcewej i Anastasiji Rodionowej.
W 2017 roku Cîrstea dotarła do 4 rundy w Melbourne eliminując po drodze Irinę Chromaczową 6:2, 6:1, Carlę Suárez Navarro rozstawioną z nr. 10 wynikiem 7:6(1), 6:3 i Alison Riske 6:2, 7:6(2), następnie uległa Garbiñe Muguruzie rozstawionej z nr. 7 wynikiem 2:6, 3:6.

## Historia występów wielkoszlemowych
Legenda
     W, wygrany turniej
     F, przegrana w finale
     SF, przegrana w półfinale
     QF, przegrana w ćwierćfinale
     xR, przegrana w x rundzie
     Qx, przegrana w x rundzie kwalifikacji
     A, brak startu
     NH, turniej nie odbył się

### Występy w grze pojedynczej
| Australian Open        | A   | A   | A   | A   | 1R | 1R | 2R | 2R | 3R | 3R | 1R | 1R  | A  | 4R | 2R | 1R | 2R | 3R | 4R | 1R | 1R | 1R | 0 / 17 | 16 – 17 |  |  |
| French Open            | A   | A   | A   | A   | 2R | QF | 1R | 3R | 1R | 3R | 3R | Q3  | 1R | 2R | 1R | 2R | 1R | 4R | 2R | 1R | 1R | A  | 0 / 16 | 17 – 16 |  |  |
| Wimbledon              | A   | A   | A   | Q2  | 2R | 3R | 1R | 1R | 3R | 2R | 1R | Q2  | 1R | 3R | 2R | 1R | NH | 3R | 2R | 3R | 1R | 1R | 0 / 16 | 14 – 16 |  |  |
| US Open                | A   | A   | A   | Q1  | 2R | 3R | 1R | 1R | 2R | 2R | 2R | Q3  | 1R | 2R | 2R | 3R | 3R | 2R | 2R | QF | A  |    | 0 / 15 | 18 – 15 |  |  |
|                        |     |     |     |     |    |    |    |    |    |    |    |     |    |    |    |    |    |    |    |    |    |    |        |         |  |  |
| Ranking na koniec roku | 893 | 711 | 348 | 106 | 37 | 46 | 95 | 60 | 27 | 22 | 93 | 244 | 81 | 37 | 86 | 72 | 86 | 38 | 38 | 26 | 70 |    | 0 / 64 | 65 – 64 |  |  |

### Występy w grze podwójnej
| Australian Open        | A   | A   | A   | A   | A  | 2R | 1R | 2R | 1R  | 1R  | 1R  | A   | A | 1R  | 3R | 2R  | A   | A | A   | A    | 1R   | A  | 0 / 10 | 5 – 10  |  |  |  |
| French Open            | A   | A   | A   | A   | 3R | 1R | 1R | 1R | 1R  | 2R  | 1R  | A   | A | 1R  | 3R | A   | A   | A | A   | A    | A    | A  | 0 / 9  | 5 – 9   |  |  |  |
| Wimbledon              | A   | A   | A   | A   | 2R | 2R | A  | 3R | 1R  | 1R  | A   | A   | A | A   | 1R | 2R  | NH  | A | A   | A    | A    | QF | 0 / 8  | 8 – 8   |  |  |  |
| US Open                | A   | A   | A   | A   | 2R | 3R | 2R | 2R | 1R  | 1R  | 2R  | A   | A | 3R  | 1R | A   | A   | A | A   | A    | A    |    | 0 / 9  | 8 – 9   |  |  |  |
|                        |     |     |     |     |    |    |    |    |     |     |     |     |   |     |    |     |     |   |     |      |      |    |        |         |  |  |  |
| Ranking na koniec roku | 659 | 639 | 292 | 200 | 46 | 50 | 87 | 69 | 226 | 316 | 136 | 472 | – | 254 | 95 | 144 | 207 | – | 532 | 1357 | 1191 |    | 0 / 36 | 26 – 36 |  |  |  |

### Występy w grze mieszanej
| Australian Open | A | A | A | A | A | A | A | A | A | A  | A | A | A | A | A | A | A  | A | A | A | A | A | 0 / 0 | 0 – 0 |  |  |  |
| French Open     | A | A | A | A | A | A | A | A | A | 1R | A | A | A | A | A | A | NH | A | A | A | A | A | 0 / 1 | 0 – 1 |  |  |  |
| Wimbledon       | A | A | A | A | A | A | A | A | A | A  | A | A | A | A | A | A | NH | A | A | A | A | A | 0 / 0 | 0 – 0 |  |  |  |
| US Open         | A | A | A | A | A | A | A | A | A | A  | A | A | A | A | A | A | NH | A | A | A | A | A | 0 / 0 | 0 – 0 |  |  |  |
|                 |   |   |   |   |   |   |   |   |   |    |   |   |   |   |   |   |    |   |   |   |   |   |       |       |  |  |  |
|                 |   |   |   |   |   |   |   |   |   |    |   |   |   |   |   |   |    |   |   |   |   |   | 0 / 1 | 0 – 1 |  |  |  |

## Finały turniejów WTA
| Legenda                     | Legenda |
| --------------------------- | ------- |
| Wielki Szlem                |         |
| Igrzyska olimpijskie        |         |
| WTA Tour Championships      |         |
| 1988 – 2008                 |         |
| Kategoria I                 |         |
| Kategoria II                |         |
| Kategoria III               |         |
| Kategoria IV                |         |
| Kategoria V                 |         |
| 2009 – 2020                 |         |
| WTA Premier Mandatory       |         |
| WTA Premier 5               |         |
| WTA Premier                 |         |
| WTA International Series    |         |
| WTA 125K series (2012–2020) |         |
| od 2021                     |         |
| WTA 1000 (obowiązkowe)      |         |
| WTA 1000 (nieobowiązkowe)   |         |
| WTA 500                     |         |
| WTA 250                     |         |
| WTA 125                     |         |

### Gra pojedyncza 6 (2–4)
| Końcowy wynik | Nr | Data                | Turniej   | Nawierzchnia | Przeciwniczka       | Wynik finału     |
| ------------- | -- | ------------------- | --------- | ------------ | ------------------- | ---------------- |
| Finalistka    | 1. | 29 kwietnia 2007    | Budapeszt | Ceglana      | Gisela Dulko        | 7:6(2), 2:6, 2:6 |
| Zwyciężczyni  | 1. | 5 października 2008 | Taszkent  | Twarda       | Sabine Lisicki      | 2:6, 6:4, 7:6(4) |
| Finalistka    | 2. | 11 sierpnia 2013    | Toronto   | Twarda       | Serena Williams     | 2:6, 0:6         |
| Finalistka    | 3. | 28 września 2019    | Taszkent  | Twarda       | Alison Van Uytvanck | 2:6, 6:4, 4:6    |
| Zwyciężczyni  | 2. | 25 kwietnia 2021    | Stambuł   | Ceglana      | Elise Mertens       | 6:1, 7:6(3)      |
| Finalistka    | 4. | 29 maja 2021        | Strasburg | Ceglana      | Barbora Krejčíková  | 3:6, 3:6         |

### Gra podwójna 11 (6–5)
| Końcowy wynik | Nr | Data                 | Turniej    | Nawierzchnia  | Partnerka                | Przeciwniczki                                      | Wynik finału        |
| ------------- | -- | -------------------- | ---------- | ------------- | ------------------------ | -------------------------------------------------- | ------------------- |
| Zwyciężczyni  | 1. | 4 maja 2008          | Fez        | Ceglana       | Anastasija Pawluczenkowa | Alisa Klejbanowa Jekatierina Makarowa              | 6:2, 6:2            |
| Finalistka    | 1. | 23 sierpnia 2008     | New Haven  | Twarda        | Monica Niculescu         | Květa Peschke Lisa Raymond                         | 6:2, 5:7, 7–10      |
| Zwyciężczyni  | 2. | 26 października 2008 | Luksemburg | Twarda (hala) | Marina Erakovic          | Wiera Duszewina Marija Korytcewa                   | 2:6, 6:3, 10–8      |
| Finalistka    | 2. | 19 kwietnia 2009     | Barcelona  | Ceglana       | Andreja Klepač           | Nuria Llagostera Vives María José Martínez Sánchez | 6:3, 2:6, 8–10      |
| Finalistka    | 3. | 2 maja 2009          | Fez        | Ceglana       | Marija Kirilenko         | Alisa Klejbanowa Jekatierina Makarowa              | 3:6, 6:2, 8–10      |
| Zwyciężczyni  | 3. | 8 maja 2010          | Estoril    | Ceglana       | Anabel Medina Garrigues  | Witalija Djaczenko Aurélie Védy                    | 6:1, 7:5            |
| Finalistka    | 4. | 11 lipca 2010        | Budapeszt  | Ceglana       | Anabel Medina Garrigues  | Timea Bacsinszky Tathiana Garbin                   | 3:6, 3:6            |
| Zwyciężczyni  | 4. | 27 sierpnia 2011     | Dallas     | Twarda        | Alberta Brianti          | Alizé Cornet Pauline Parmentier                    | 7:5, 6:3            |
| Finalistka    | 5. | 12 października 2014 | Tiencin    | Twarda        | Andreja Klepač           | Ałła Kudriawcewa Anastasija Rodionowa              | 7:6(7), 2:6, 8–10   |
| Zwyciężczyni  | 5. | 14 kwietnia 2019     | Lugano     | Ceglana       | Andreea Mitu             | Wieronika Kudiermietowa Galina Woskobojewa         | 1:6, 6:2, 10–8      |
| Zwyciężczyni  | 6. | 4 maja 2025          | Madryt     | Ceglana       | Anna Kalinska            | Wieronika Kudiermietowa Elise Mertens              | 6:7(10), 6:2, 12–10 |

## Finały turniejów WTA 125

### Gra pojedyncza 1 (1–0)
| Końcowy wynik | Nr | Data        | Turniej | Nawierzchnia | Przeciwniczka     | Wynik finału     |
| ------------- | -- | ----------- | ------- | ------------ | ----------------- | ---------------- |
| Zwyciężczyni  | 1. | 7 maja 2023 | Reus    | Ceglana      | Elizabeth Mandlik | 6:1, 4:6, 7:6(1) |

## Finały juniorskich turniejów wielkoszlemowych

### Gra podwójna (1)
| Końcowy wynik | Rok  | Turniej     | Nawierzchnia | Partnerka    | Przeciwniczki                       | Wynik finału |
| Finalistka    | 2007 | French Open | Ceglana      | Alexa Glatch | Ksienija Mileuska Urszula Radwańska | 1:6, 4:6     |